# 해밀턴 GO 센터
해밀턴 GO 센터(Hamilton GO Centre)는 캐나다 온타리오주 해밀턴 시내의 헌터와 휴슨가에 있는 GO 트랜싯의 통근열차역이자 광역버스 터미널이다. 이 역은 GO 트랜싯의 레이크쇼어 웨스트선 열차의 출퇴근 시간대 종착역이자, GO 트랜싯 광역버스와 해밀턴 노면 철도의 시내버스가 정차한다.
1933년에 토론토, 해밀턴, 버팔로 철도의 본사로 지어진 이 건물은 문화재 가치를 인정받아 1991년에 캐나다 문화유산 철도역으로 지정되었고, 1994년에는 온타리오주 사적으로도 지정되었다.

## 위치
해밀턴 GO 센터는 해밀턴 시내 중심부의 헌터가 (街)를 따라 제임스가에서 존가 사이에 위치해있다. 선로상으로는 캐나다 태평양 철도 (CP) 해밀턴선 57.5마일 (92.5km) 지점에 위치해있다. 역 북쪽으로는 캐나다 내셔널 철도 (CN) 오크빌선으로 이어지는 연결선을 통해 레이크쇼어 웨스트선 열차가 토론토로 향하며, 이후 해밀턴선은 북쪽으로 워터다운을 지나 궬프 분기점에서 CP 골트선으로 이어진다. 역 동쪽으로는 해밀턴선이 나이아가라 지역으로 이어지고 포트콜본에서 CN 스탬퍼드선으로 합류한다.

## 역사
해밀턴 GO 센터는 뉴욕의 건축 업체인 펠하이머 & 웨그너가 건설한 아르 데코와 스트림라인 모데른 형식의 건물로, 기존에는 거대한 단지로 꾸밀 생각이였으나 7층 규모의 오피스 건물로 규모를 축소하였다. 1933년에 토론토, 해밀턴, 버팔로 철도 (TH&B)의 본사이자 해밀턴 역으로 개장하였다. TH&B의 여객 운송은 1981년 4월 26일에 운행을 중단하였으며 TH&B가 1987년에 캐나다 태평양 철도로 인수되면서 이 건물은 쓰이지 않게 되었다.
하지만 1990년대부터 GO 트랜싯이 CN 그림스비 선을 따라 이 역에서 1.6km가량 북쪽으로 떨어져 있는 해밀턴 CNR 역까지 러시 아워에 통근열차를 운행하였고 버스는 해밀턴 시내의 존 스트리트와 레베카 스트리트까지 운행하였다. GO 버스와 통근 열차가 해밀턴 시내 중심을 운행하고 해밀턴 시내버스 노선과 제대로 연계하기 위해 기존의 TH&B 역을 해밀턴 GO 센터로 재단장하였다. 새로운 역 시설은 가우드 존스 & 한햄 건축사에서 디자인을 맡게 되었으며 1996년 4월 30일에 재개장하였다.

## 시설
해밀턴 GO 센터는 직원이 상주하는 유인역으로, 매표소는 평일 오전 5시 45분부터 오후 8시 45분까지, 주말과 공휴일에는 오전 6시 30분부터 오후 8시 45분까지 문을 연다. 매표소에서는 프레스토 카드를 구매, 충전하는 것은 물론 어린이, 노인 및 학생용 카드로 설정할 수 있다. 역 안에 있는 자동판매기에서는 프레스토 카드를 충전하거나 일회용 티켓을 구매할 수 있다. 이 외에도 프레스토 카드 단말기에서는 신용카드, 체크카드 및 모바일 페이를 통해 통근열차 요금을 지불할 수 있다. 또한 스마트폰으로 GO 트랜싯 홈페이지에서 이티켓 (e-ticket)을 구매해 출발 5분 전에 사용하는 방법도 있다.
역 내부에는 대합실, 매표소, 화장실, 공중전화, 매점, ATM기가 있으며, 와이파이도 이용할 수 있다. 역 건물과 통근열차 및 버스 승강장은 계단과 엘리베이터로 이어져있으며, 교통약자도 이용할 수 있다. 역 앞에는 자전거 거치대와 택시 승강장이 있다.
이 역에는 또한 해밀턴 노면 철도 (HSR) 고객센터가 평일 오전 8시 30분부터 오후 4시 30분까지 개방하며, 이곳에서 HSR 신분증 발급, 프레스토 카드 구입 및 노인 전용 정기권을 구매할 수 있다. 요금 및 수수료를 지불할 때 현금 또는 5달러 이상일 경우 직불 카드나 신용카드로 지불할 수 있다.

## 운행 계통
해밀턴 GO 센터에는 레이크쇼어 웨스트선 통근열차가 평일 출근 시간대에 토론토 방면으로 2회 운행하며, 퇴근 시간대에 당역 종착으로 2회 운행한다. 나머지 시간대에는 18번 버스가 올더숏역과 해밀턴 GO 센터를 오가며, 평일에는 18K번 버스가 웨스트하버역과 브록 대학교까지 연장 운행한다. 올더숏역에서 통근열차로 갈아타고 싶지 않을 경우에는 16번 해밀턴 / 토론토 급행 버스가 평일 출퇴근 시간을 제외하고 1시간 간격으로 운행하고, 해밀턴 시내 북쪽의 웨스트하버역에서 통근열차가 매일 1시간 간격으로 운행한다.
이 역에서는 또한 토론토 피어슨 국제공항과 리치먼드힐 센터 터미널로 이어지는 40번 버스가 매일 24시간 운행하며, 해밀턴과 미시소가, 본을 오가는 47번 버스도 매일 운행하고, 평일에는 궬프, 키치너, 워털루 방면의 17번 버스와, 피커링역 방면 41번 버스가 운행한다.

## 버스 연결편
해밀턴 GO 센터에 정차하는 버스는 아래와 같다. 2022년 3월 14일부터 새로운 환승 정책으로 GO 트랜싯과 해밀턴 시내버스 간 환승 시 환승 할인이 적용되며 시내버스 요금은 차감되지 않는다.

### GO 트랜싯
| 노선 | 노선                                | 노선                            | 종점           | 종점 | 종점                       | 경유지 | 기준일          | 비고 |
| ---- | ----------------------------------- | ------------------------------- | -------------- | ---- | -------------------------- | --- | --------------- | ---- |
| 16   | 해밀턴 / 토론토 급행                | Hamilton / Toronto Express      | 해밀턴 GO 센터 | ↔    | 유니언역 버스 터미널       | 킹 / 던던 · 유니언역 버스 터미널 | 2023년 6월 24일 |      |
| 17   | 워털루 / 해밀턴                     | Waterloo / Hamilton             | 워털루 대학교  | ↔    | 해밀턴 GO 센터             | 맥마스터 대학교 · 올더숏역 · 브록 / 매클레인 · 궬프 센트럴역 · 빅토리아 / 프레데릭 · 윌프리드 로리에 대학교 · 워털루 대학교 | 2023년 6월 24일 |      |
| 18   | 레이크쇼어 웨스트                   | Lakeshore West                  | 해밀턴 GO 센터 | ↔    | 올더숏역                   | 킹 / 던던 · 올더숏역 | 2023년 6월 24일 |      |
| 18A  | 레이크쇼어 웨스트                   | Lakeshore West                  | 웨스트하버역   | ↔    | 유니언역 버스 터미널       | - 토론토 방면: 킹 / 던던 · 올더숏역 · 벌링턴역 · 애플비역 · 브론티역 · 오크빌역 · 유니언역 버스 터미널 - 해밀턴 방면: 웨스트하버역 | 2023년 6월 24일 |      |
| 18B  | 레이크쇼어 웨스트                   | Lakeshore West                  | 해밀턴 GO 센터 | →    | 유니언역 버스 터미널       | 킹 / 던던 · 올더숏역 · 벌링턴역 · 오크빌역 · 클락슨역 · 포트크레딧역 · 유니언역 버스 터미널 | 2023년 6월 24일 |      |
| 18C  | 레이크쇼어 웨스트                   | Lakeshore West                  | 해밀턴 GO 센터 | ←    | 유니언역 버스 터미널       | 하차 전용 | 2023년 6월 24일 |      |
| 18F  | 레이크쇼어 웨스트                   | Lakeshore West                  | 해밀턴 GO 센터 | ←    | 유니언역 버스 터미널       | 하차 전용 | 2023년 6월 24일 |      |
| 18G  | 레이크쇼어 웨스트                   | Lakeshore West                  | 해밀턴 GO 센터 | →    | 유니언역 버스 터미널       | 킹 / 던던 · 올더숏역 · 벌링턴역 · 오크빌역 · 유니언역 버스 터미널 | 2023년 6월 24일 |      |
| 18J  | 레이크쇼어 웨스트                   | Lakeshore West                  | 웨스트하버역   | →    | 유니언역 버스 터미널       | 킹 / 던던 · 올더숏역 · 벌링턴역 · 애플비역 · 브론티역 · 오크빌역 · 클락슨역 · 포트크레딧역 · 유니언역 버스 터미널 | 2023년 6월 24일 |      |
| 18K  | 레이크쇼어 웨스트                   | Lakeshore West                  | 브록 대학교    | ↔    | 올더숏역                   | - 벌링턴 방면: 킹 / 던던 · 올더숏역 - 세인트캐서린스 방면: 웨스트하버역 · 센테니얼 / QEW · 카사블랑카 / QEW · 온타리오 / QEW · 세인트캐서린스역 · 브록 대학교 | 2023년 6월 24일 |      |
| 40   | 해밀턴 / 리치먼드힐                 | Hamilton / Richmond Hill        | 해밀턴 GO 센터 | ↔    | 리치먼드힐 센터 터미널     | 던다스 / 407번 · 트라팔가 / 407번 · 스퀘어원 쇼핑센터 · 딕시 트랜싯웨이역 · 렌포스역 · 토론토 피어슨 국제공항 제1터미널 · 하이웨이 407역 · 리치먼드힐 센터 터미널 | 2023년 6월 24일 |      |
| 41   | 해밀턴 / 피커링                     | Hamilton / Pickering            | 해밀턴 GO 센터 | ↔    | 피커링역                   | 맥마스터 대학교 · 던다스 / 407번 · 브론티 / 407번 · 에린밀스역 · 스퀘어원 쇼핑센터 · 브래멀리역 · 하이웨이 407역 · 리치먼드힐 센터 터미널 · 컨슈머스 로드 공업단지 · 스카버러센터 버스 터미널 · 센테니얼 대학 · 토론토 대학교 스카버러 캠퍼스 · 킹스턴 / 페어포트 · 피커링역 | 2023년 6월 24일 |      |
| 47   | 해밀턴 / 407번 고속도로 버스 터미널 | Hamilton / Hwy 407 Bus Terminal | 해밀턴 GO 센터 | ↔    | 407번 고속도로 버스 터미널 | 맥마스터 대학교 · 던다스 / 407번 · 브론티 / 407번 · 에린밀스역 · 스퀘어원 쇼핑센터 · 브래멀리역 · 하이웨이 407역 | 2023년 6월 24일 |      |
| 47W  | 해밀턴 / 407번 고속도로 버스 터미널 | Hamilton / Hwy 407 Bus Terminal | 해밀턴 GO 센터 | ↔    | 메이저매켄지 웨스트 터미널 | 맥마스터 대학교 · 던다스 / 407번 · 브론티 / 407번 · 에린밀스역 · 스퀘어원 쇼핑센터 · 브래멀리역 · 하이웨이 407역 · 메이저매켄지 웨스트 터미널 | 2023년 6월 24일 |      |

### 해밀턴 노면 철도
해밀턴 GO 센터에 정차하는 HSR 버스는 아래와 같다. 이 외에도 역에서 몇 블록 떨어진 맥냅 대중교통 터미널에서 20, 21, 22, 23, 24, 25, 26, 27, 33, 35번 버스가 정차하며, 4, 6, 7, 8, 9번 버스는 메인과 제임스에서 시종착한다. 34번 버스는 메인과 맥냅에서 탈 수 있다.
| 노선 | 노선       | 노선       | 종점              | 종점 | 종점                            | 경유지 | 비고 |
| ---- | ---------- | ---------- | ----------------- | ---- | ------------------------------- | --- | --- |
| 1    | 킹         | King       | 해밀턴 GO 센터    | ↔    | 이스트게이트 스퀘어 피에스타 몰 | 메인 / 샌퍼드 · 메인 / 오타와 · 메인 / 케닐워스 · 퀸스턴 / 파크데일 · 퀸스턴 / 내시 · 이스트게이트 스퀘어 · 피에스타 몰 (일요일 정차) | 매일 상시 운행. 토요일에는 이스트게이트 스퀘어까지, 일요일에는 피에스타 몰까지 운행. 유니버시티 플라자 방면 1A번 버스 맥냅 터미널에서 승차. |
| 2    | 바턴       | Barton     | 해밀턴 GO 센터    | ↔    | 벨매너 루프                     | 바턴 / 존 · 바턴 / 오타와 · 바턴 / 케닐워스 · 멜빈 / 파크데일 · 바턴 / 센테니얼 · 벨매너 루프                                         | 매일 상시 운행 |
| 3    | 캐넌       | Cannon     | 해밀턴 GO 센터    | ↔    | 리드 / 던스미어                 | 윌슨 / 웰링턴 · 윌슨 / 샌퍼드 · 캐넌 / 게이지 · 캐넌 / 케닐워스 · 스트래선 / 록스버러 · 리드 / 던스미어                               | 매일 상시 운행 |
| 51   | 유니버시티 | University | 웨스트해밀턴 루프 | ↔    | 해밀턴 GO 센터                  | 킹 / 제임스 · 킹 / 롱우드 · 에머슨 / 메인 · 웨스트해밀턴 루프                                                                         | 월-토 운행 |

## 같이 보기
- 웨스트하버역
- 컨페더레이션역

## 인접한 역
| CP 해밀턴선 · CN 오크빌선 | CP 해밀턴선 · CN 오크빌선     | CP 해밀턴선 · CN 오크빌선 |
| ------------------------- | ----------------------------- | ------------------------- |
| 시·종착역                 | GO 트랜싯 레이크쇼어 웨스트선 | 올더숏 유니언 방면        |